# Département d'information médicale
Pour les articles homonymes, voir DIM.
Le département de l’information médicale (DIM) gère l’information de santé des patients, y compris les données personnelles dans un centre hospitalier ou dans un établissement privé de type ESPIC ou ex OQN. À ce titre, il assure le respect des règles de confidentialité, sous l’autorité du directeur de l'établissement de santé et du président de la Commission médicale d’établissement (CME), et le codage de l'information médicale (l’organisation du codage, le traitement, la conservation des données et l’interprétation des résultats).

## Missions
L’activité du département d’information médicale se décline selon plusieurs axes :
- il organise le recueil, la circulation et le traitement des données médicales sous l’autorité d’un médecin notamment dans le cadre du Programme de médicalisation des systèmes d'information (PMSI) participant ainsi à la valorisation de l’activité de soins, base de la tarification à l’activité de l’hôpital ;
- il participe ensuite au suivi épidémiologique des patients. Les données médicales recueillies sont protégées par le secret professionnel et le DIM participe à la qualité et à l’intégrité du dossier du patient ;
- il joue un rôle actif dans la mise en place du système d’information de santé centré sur le patient ;
- il traite et analyse les données au moyen d’outils statistiques et produit le rapport d’activité du centre hospitalier.